# Myrmecia callima
Myrmecia callima är en myrart som först beskrevs av Clark 1943.  Myrmecia callima ingår i släktet bulldoggsmyror, och familjen myror. Inga underarter finns listade i Catalogue of Life.